# جان فورد (بازیکن فوتبال)
جان فورد (انگلیسی: Jon Ford؛ زادهٔ ۱۲ آوریل ۱۹۶۸) بازیکن فوتبال اهل بریتانیا است.
از باشگاه‌هایی که در آن بازی کرده‌است می‌توان به باشگاه فوتبال گیلینگام، باشگاه فوتبال سوانزی سیتی، باشگاه فوتبال کیدرمینستر هاریرس، باشگاه فوتبال بارنت، و باشگاه فوتبال برادفورد سیتی اشاره کرد.